# Didier Béguin (aviateur)
Cet article concerne l'aviateur et Compagnon de la Libération français. Pour le député français, voir Didier Béguin (homme politique).
Didier Béguin (Paris, 14 décembre 1918 - Mort pour la France à Arnhem le 26 novembre 1944) est un militaire français, Compagnon de la Libération. Ralliant la France libre dès les premiers jours de juin 1940, il combat sur le front occidental puis s'illustre particulièrement sur le front russe en remportant plusieurs victoires aériennes. De retour à l'ouest lors des opérations de libération de l'Europe occidentale, il est abattu au-dessus de la Hollande.

## Biographie

### Avant-guerre
Né le 14 décembre 1918 à Paris, Didier Béguin s'engage dans l'Armée de l'air en avril 1937 et passe son brevet de pilote à Bourges. Promu caporal-chef puis sergent, il intègre en janvier 1938 le 507e Groupe aérien d'observation sur la base de Luxeuil.

### Seconde Guerre mondiale
Lorsque la Seconde Guerre mondiale éclate, il effectue dans l'est de la France des missions d'observation à bord d'un ANF Les Mureaux 115. En 1940, on le retrouve à Tours où il se prépare à intégrer le peloton d'élèves-officiers puis effectue une formation sur Potez 630 à la base de Francazal. C'est là qu'au mois de juin il entend l'annonce de l'armistice.
N'acceptant pas la défaite, il prend le 22 juin les commandes d'un Caudron C.440 à bord duquel embarquent Raymond Roques, Jacques-Henri Schloesing et René Casparius. Bien que visé par la DCA, l'appareil parvient jusqu'en Angleterre où il se pose dans le Devonshire. Rallié aux Forces françaises libres, il est dans un premier temps basé sur l'aérodrome d'Odiham puis est envoyé en Operational Training Unit à Sutton Bridge. Promu adjudant le 1er novembre 1940, il est affecté successivement aux Squadron no 245, no 213 et no 253 avec lesquels, d'octobre 1940 à juillet 1942, il effectue 207 missions de guerre.
En juillet 1942, lors de la constitution du Régiment de chasse Normandie, il se porte volontaire pour cette unité destinée à être projetée sur le front russe. Après une escale à Rayak, le groupe arrive en URSS le 23 novembre 1942 et Didier Béguin effectue des vols de reconnaissance tout le mois de décembre puis une période d'entraînement de janvier à avril 1943. Réalisant ensuite des missions d'escorte de bombardiers, il connait ses premières victoires aériennes. En juillet 1943, il est engagé dans la bataille d'Orel lors de laquelle il abat deux avions ennemis avant d'être lui-même blessé. Reprenant rapidement les airs, il est à nouveau victorieux le 30 août contre un Stuka. Promu capitaine en septembre, il prend le commandement de l'escadrille "Le Havre" du régiment Normandie. Épuisé par sa blessure, il mène cependant sa mission jusqu'à son terme en février 1944. Il est alors rapatrié, quittant l'URSS titulaire de 7 victoires aériennes qui font de lui un as de l'aviation.
Il bénéficie d'une période de repos puis s'entraîne en Operational Training Unit en juin 1944. Reprenant les combats en août sur le front occidental, il prend la tête de l'escadrille "Strasbourg" du Groupe de chasse Alsace en octobre. Lors de la libération de la Belgique et des Pays-Bas, Didier Béguin opère dans le ciel d'Arnhem lorsqu'il est abattu par la DCA le 26 novembre 1944. Tué dans le crash de son avion, il est inhumé dans la nécropole nationale du Pétant en Meurthe-et-Moselle.

## Décorations
|  |  |  |
|  |  |  |

| Chevalier de la Légion d'Honneur[Quand ?] | Chevalier de la Légion d'Honneur[Quand ?] | Compagnon de la Libération     | Compagnon de la Libération     | Croix de Guerre 1939-1945 | Croix de Guerre 1939-1945 |
| Médaille de la Résistance française       | Médaille de la Résistance française       | Ordre de la Guerre patriotique | Ordre de la Guerre patriotique | Ordre du Drapeau rouge    | Ordre du Drapeau rouge    |